# Pterocactus megliolii
Pterocactus hickenii és una espècie que pertany a la família de les cactàcies (Cactaceae).

## Descripció
Pterocactus meglioliiforma tiges cilíndriques i rarament articulades. Són de color verd marronós i fan de 3 a 10 cm de llarg i de 0,5 a 1,0 cm de diàmetre. Les arèoles estan densament llanoses i tenen pocs o cap gloquidi. Hi ha de 4 a 5 espines centrals de color marró clar a fosc per arèola, però de vegades en falten. Les 10 a 20 espines marginals de vidre es troben a prop de les tiges i fan fins a 2 mm de llarg. Les arrels són tuberoses i fan fins a 15 cm de llarg.
Les flors són grogues i són en forma de roda, creixen fins a 3 cm de diàmetre. Els fruits no creixen més que la mida de les tiges.

## Distribució
Pterocactus megliolii està molt estès al centre de l'Argentina a la província de San Juan al nord de la ciutat de San Juan de la Frontera, en zones molt pedregoses, àrids i seques a altituds de 500 a 1000 metres.

## Taxonomia
Pterocactus megliolii va ser descrita per R. Kiesling i publicat a Boletín de la Sociedad Argentina de Botánica 14: 111, a l'any 1971.
Etimologia
Pterocactus: nom genèric que deriva de les paraules gregues: "πτερόν" (pteron), que significa "ales", i fa referència a les llavors alades que són típiques del gènere i úniques dins de la família dels cactus.
megliolii: epítet atorgat en honor al col·leccionista de cactus i alpinista argentí Silvio Meglioli.